# Comatose Comes Alive
| Recensione | Giudizio |
| ---------- | -------- |
| AllMusic   |          |

Comatose Comes Alive è un album video/live del gruppo musicale statunitense Skillet, pubblicato nel 2008.

## Tracce

### CD
1. Intro – 2:14
2. Comatose – 3:52 (Howes, Cooper)
3. Whispers in the Dark – 4:19 (Howes, Cooper)
4. Collide – 5:20 (Cooper, Ebersold)
5. Forsaken – 6:36 (Cooper)
6. The Older I Get – 6:07 (Howes, Cooper)
7. The Last Night – 4:03 (Howes, Cooper)
8. Better Than Drugs – 5:00 (Howes, Cooper)
9. Those Nights – 6:29 (Cooper)
10. Yours to Hold – 3:56 (Howes, Cooper)
11. Rebirthing – 4:10 (Howes, Cooper)
12. My Obsession – 5:03 (Cooper)
13. Angels Fall Down – 6:23 (Cooper)
14. Savior – 7:02 (Cooper)
15. Best Kept Secret – 4:30 (Cooper)

### DVD
1. Intro – 1:38
2. Comatose – 3:54
3. Whispers in the Dark – 4:16
4. Collide – 5:17
5. Forsaken – 7:52
6. The Older I Get – 6:05
7. The Last Night – 4:03
8. Better Than Drugs – 4:55
9. Those Nights – 6:31
10. Yours to Hold – 3:58
11. Rebirthing – 3:55
12. My Obsession – 5:19
13. Angels Fall Down – 6:24
14. Savior – 13:43
15. Best Kept Secret – 4:11
16. End Credits – 0:38

Extra
1. Rebirthing – 3:53
2. Whispers in the Dark – 3:25
3. The Older I Get (behind the scenes) – 3:40
4. Savior – 4:04

## Formazione
- John L. Cooper – voce principale, basso, chitarra acustica
- Korey Cooper – chitarra ritmica, tastiere, seconda voce
- Ben Kasica – chitarra solista
- Jen Ledger – batteria, seconda voce in Yours to Hold
- Jonathan Chu – violino
- Tate Olsen - violoncello

## Classifiche
| Classifica           | Posizione migliore |
| -------------------- | ------------------ |
| The Billboard 200    | 164                |
| Top Christian Albums | 14                 |